# لوكاس إليوت إيبرل
لوكاس إليوت إيبرل (بالإنجليزية: Lucas Elliot Eberl)‏ مواليد 29 مارس 1986 في بولدر، الولايات المتحدة، هو ممثل ومخرج أمريكي بدأ مسيرته الفنية سنة 1998.

## الأعمال
- كوكب القردة
- رسائل من إيوو جيما

## وصلات خارجية
- لوكاس إليوت إيبرل على موقع IMDb (الإنجليزية)
- لوكاس إليوت إيبرل على موقع ألو سيني (الفرنسية)
- لوكاس إليوت إيبرل على موقع أول موفي (الإنجليزية)
- لوكاس إليوت إيبرل على موقع قاعدة بيانات الأفلام السويدية (السويدية)
- لوكاس إليوت إيبرل على موقع قاعدة بيانات الفيلم (الإنجليزية)
- لوكاس إليوت إيبرل على موقع كينوبويسك (الروسية)

- الموقع الرسمي